# Cranfield
Cranfield – wieś w Anglii, w zachodniej części hrabstwa Bedfordshire, pomiędzy miejscowościami Bedford i Milton Keynes. W 2001 roku Cranfield liczyło 4909 mieszkańców.

## Informacje ogólne
Cranfield posiada trzy puby, klub piłkarski, zakłady fryzjerskie, kilka punktów gastronomicznych, dwa małe markety oraz trzech dilerów samochodowych. We wsi znajduje się gabinet chirurgiczny, dentysta oraz apteka. W Cranfield są 2 szkoły, 2 parki oraz kompleks sportowy.

## Lotnisko
Lotnisko w Cranfield powstało jako baza Royal Air Force, następnie było wykorzystywane przez College of Aeronautics. Dzisiaj służy głównie szkole latania Cabair School of Flying. Przyszłość lotniska jest niepewna, jeden z pasów startowych został zamknięty, aby zbudować halę dla Nissana oraz park technologiczny, w planach jest również dalsza zabudowa terenu lotniska. Kennett Aviation, do niedawna obsługujący wiele klasycznych samolotów na tym lotnisku został zmuszony do przeniesienia się do North Weald z powodu powyższych planów. Jednakże Cranfield ciągle pozostaje baza dla jednej z nielicznych sprawnych myśliwców English Electric/BAC Lightning.

## Uniwersytet
W pobliżu wsi zlokalizowany jest uniwersytet Cranfield University.

## Park technologiczny
Park został zbudowany po zachodniej stronie uniwersytetu. Firmy zlokalizowane w parku współpracują z uniwersytetem. Od stycznia 2007 zaczęła się rozbudowa parku na tereny lotniska